# Bad Image
Bad Image är ett musikalbum av Kingdom Come. Det släpptes 1993 och var bandets fjärde album. 

## Låtlista
Alla låtar är gjorda av Lenny Wolf
1. "Passion Departed" – 4:50
2. "You're the One" – 5:20
3. "Fake Believer" – 3:49
4. "Friends" – 4:38
5. "Mad Queen" – 4:13
6. "Pardon the Difference (But I Like It)" – 1:51
7. "Little Wild Thing" – 3:19
8. "Can't Resist" – 5:02
9. "Talked Too Much" – 3:22
10. "Glove of Stone" – 5:01
11. "Outsider" – 4:35

## Bandmedlemmar
- Lenny Wolf – sångare, gitarr, bas
- Billy Liesgang – gitarr
- Heiko Radke-Sieb – gitarr
- Kai Fricke – trummor